# یوریتسا ورانیش
یوریتسا ورانیش (کرواتی: Jurica Vranješ؛ زادهٔ ۳۱ ژانویهٔ ۱۹۸۰) بازیکن فوتبال اهل کرواسی است. وی همچنین در تیم ملی کرواسی بازی کرده‌است.